# Associazione Calcio Entella Bacezza 1984-1985
Questa voce raccoglie le informazioni riguardanti l'Associazione Calcio Entella Bacezza nelle competizioni ufficiali della stagione 1984-1985.

## Stagione
Nella stagione 1984-1985 l'Entella Bacezza disputò il campionato di Campionato Interregionale, raggiungendo il 1º posto nel Girone E e la promozione in Serie C2.

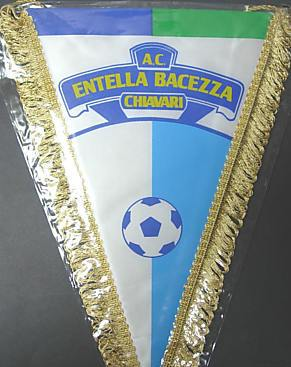
Gagliardetto della squadra.

12 maggio 1985, festa per la promozione in Serie C2 in occasione della penultima giornata di campionato: Entella Bacezza- 1-1.

## Divise e sponsor
Lo sponsor ufficiale per la stagione 1984-1985 è Elce Arredamenti.
| 1ª divisa | 2ª divisa |

## Rosa
| N. |                   | Ruolo | Calciatore            |
| -- | ----------------- | ----- | --------------------- |
|    | Italia (bandiera) | A     | Maurizio Antonucci    |
|    | Italia (bandiera) | C     | Massimo Benedetti     |
|    | Italia (bandiera) | C     | Francesco Bertolucci  |
|    | Italia (bandiera) | D     | Paolo Capurro         |
|    | Italia (bandiera) | P     | Roberto Cardinale     |
|    | Italia (bandiera) | P     | Walter Castagnola     |
|    | Italia (bandiera) | D     | Gian Marco Costantino |
|    | Italia (bandiera) | D     | Stefano Di Fraia      |
|    | Italia (bandiera) |       | Andrea Evangelisti    |

| N. |                   | Ruolo | Calciatore       |
| -- | ----------------- | ----- | ---------------- |
|    | Italia (bandiera) | D     | Luca Gandolfo    |
|    | Italia (bandiera) | D     | Marco Guerra     |
|    | Italia (bandiera) | D     | Alberto Mariani  |
|    | Italia (bandiera) |       | Cesare Melillo   |
|    | Italia (bandiera) |       | Olivieri         |
|    | Italia (bandiera) | C     | Stefano Poggi    |
|    | Italia (bandiera) | C     | Nello Scarpa     |
|    | Italia (bandiera) | C     | Andrea Stabile   |
|    | Italia (bandiera) | A     | Tommaso Talarico |